# Tituly a vyznamenání Haile Selassieho I.

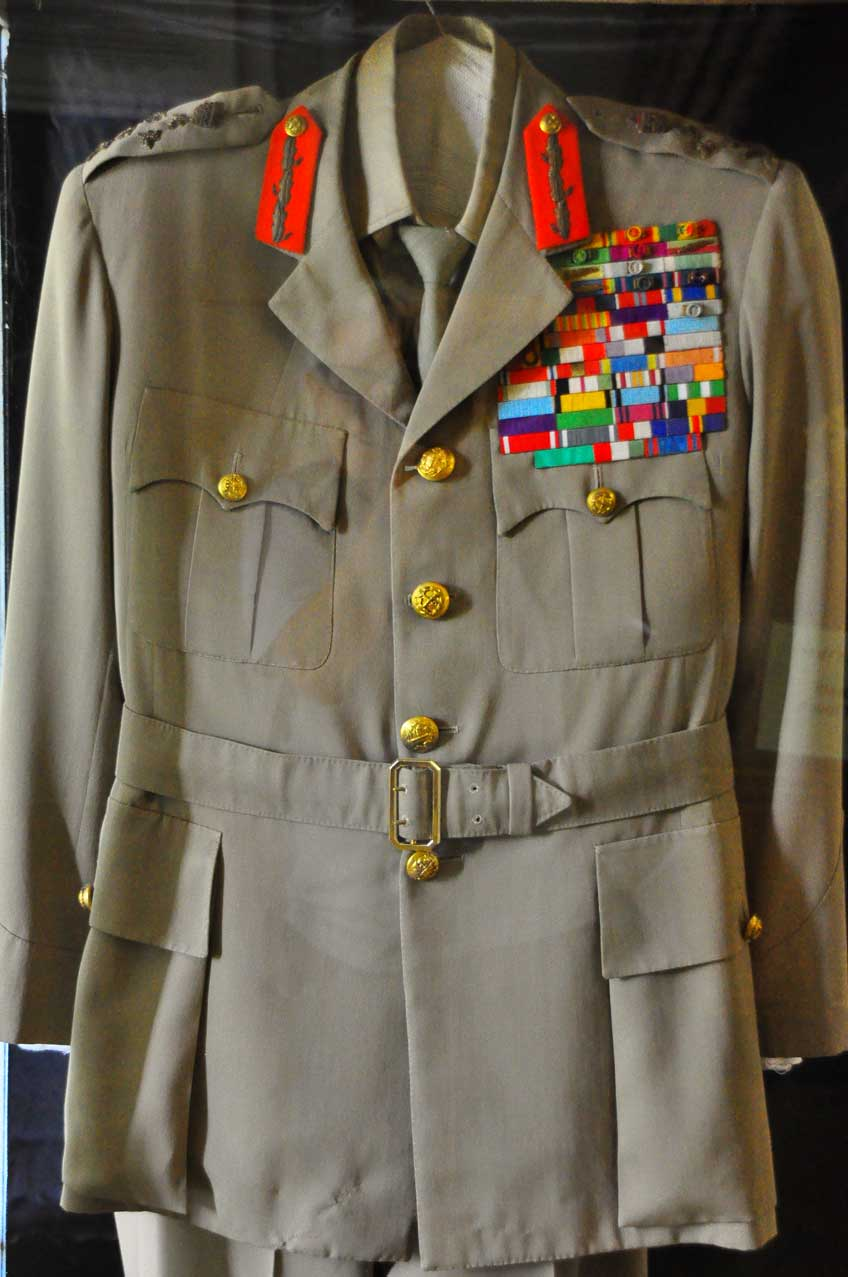
Uniforma Haile Selassieho I. se stuhami řádů a dalších vyznamenání

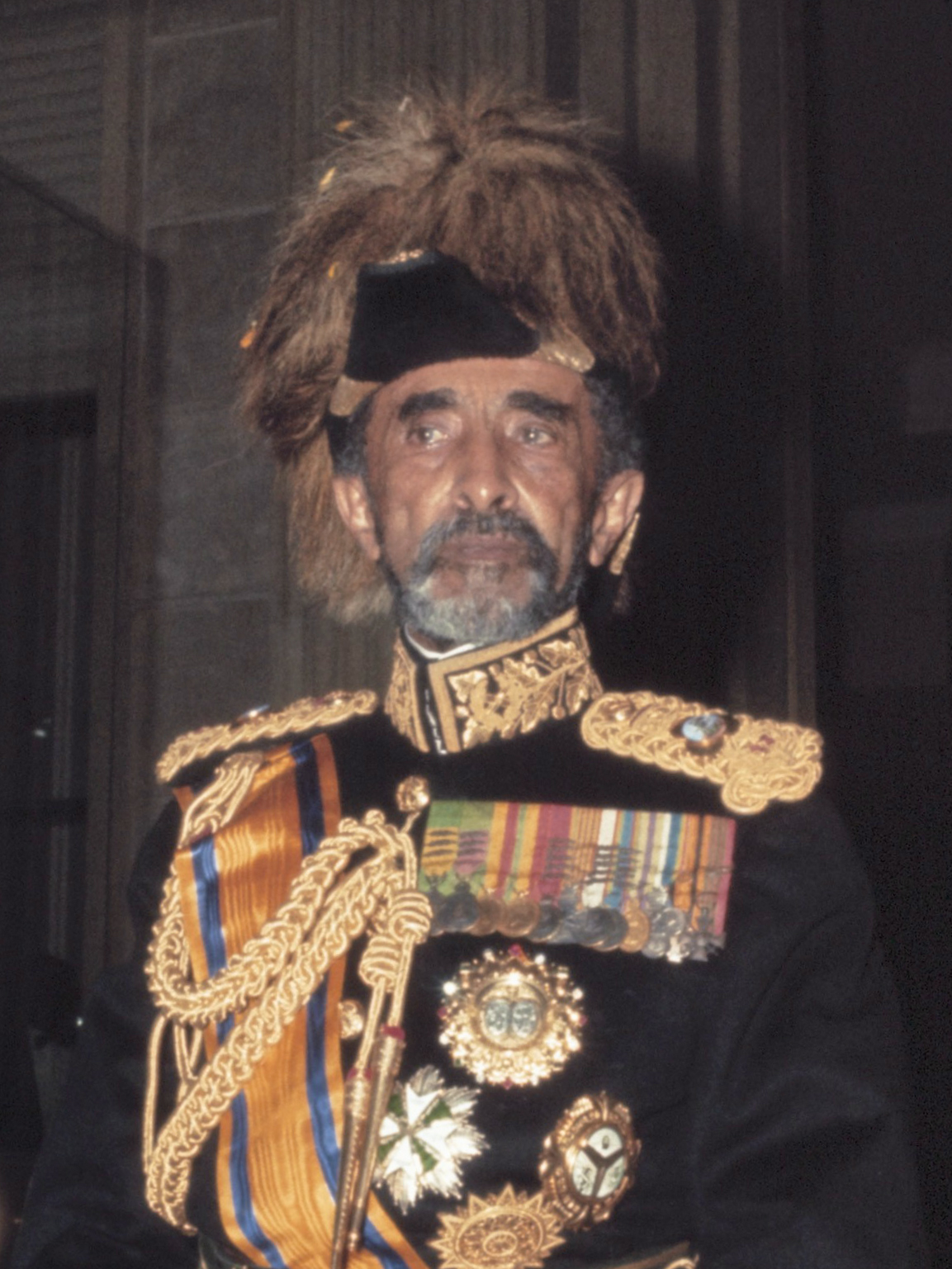
Haile Selassie I. v roce 1969 ve slavnostní uniformě s řadou vyznamenání

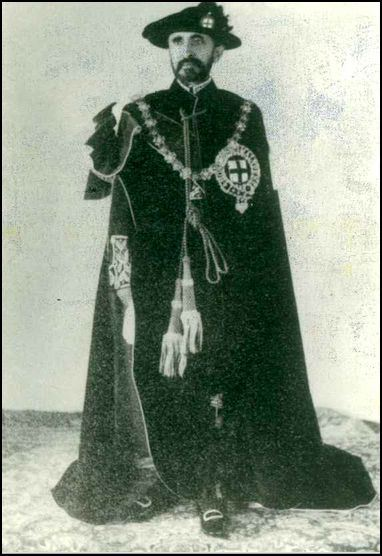
Haile Selassie I. s odznaky v regáliích Podvazkového řádu

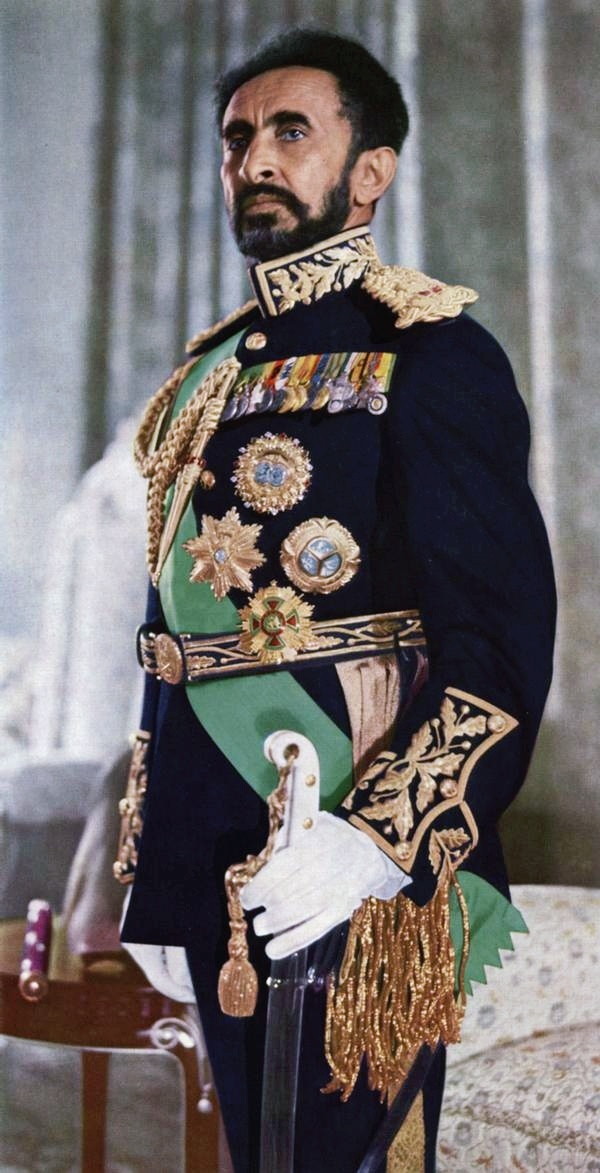
Císař Haile Selassie I. v uniformě zdobené řadou vyznamenání

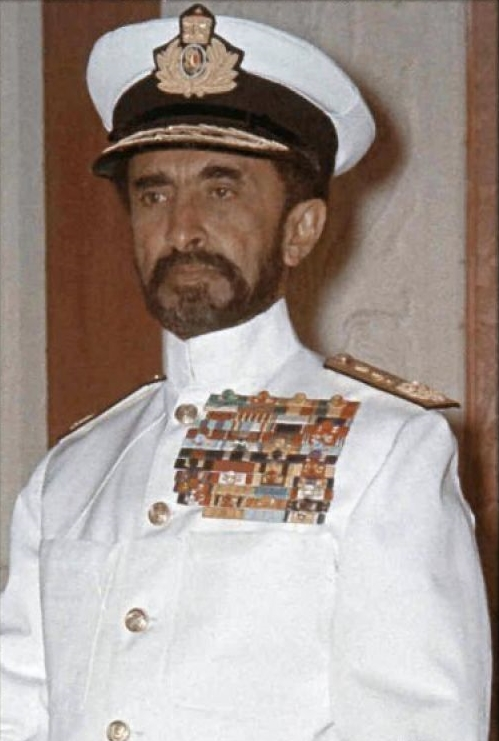
Haile Selassie I. v uniformě Etiopského námořnictva

Haile Selassie I. během svého 58letého vládnutí Etiopskému císařství (nejdříve jako regent a poté jako císař) obdržel řadu vyznamenání a ocenění jak národních tak zahraničních. Řadí se k nejvíce vyznamenávaným lidem v historii lidstva, i díky řadě zahraničních návštěv, které během svého života vykonal.

## Tituly
- 23. července 1892 – 1. listopadu 1905: Lidž Tafari Makonnen[2][3]
- 1. listopadu 1905 – 8. září 1911: Dejazmach Tafari Makonnen[2]
- 8. září 1911 – 7. října 1928: Rás Tafari Makonnen[4][5]
- 7. října 1928 – 2. listopadu 1930: Negus Tafari Makonnen[6]
- 2. listopadu 1930 – 12. září 1974: Jeho císařské Veličenstvo z milosti Boží král králů Etiopie, nad judským kmenem vítězící lev[5][7]

## Vojenské hodnosti
Národní:
- polní maršál Císařské armády Etiopie
- admirál loďstva Císařského námořnictva Etiopie
- maršál Císařského letectva Etiopie

Zahraniční:
- čestný polní maršál Britské armády – 20. ledna 1965[9]

## Vyznamenání a ocenění

### Etiopská vyznamenání
- vrchní velitel Řádu etiopské hvězdy – 1909[10]
- řetěz Řádu Šalomounova – 1930[11]
- velkostuha Řádu Šalomounovy pečeti[10]
- velkostuha Řádu královny ze Sáby[10]
- velkostuha Řádu svaté Trojice[10]
- velkostuha Řádu Menelika II.[10]
- Řád věrnosti[12]

### Zahraniční vyznamenání
- Argentina
  -  velkokříž s řetězem Řádu osvoboditele generála San Martína – 1970[13]
- Belgie
  -  velkostuha Řádu Leopolda – 22. května 1924[14][15][16]
- Benin
  -  velkokříž Národního řádu Beninu[17]
- Bolívie
  -  velkokříž Řádu andského kondora – 1966[15]
- Brazílie
  -  velkokříž s řetězem Řádu Jižního kříže – 4. července 1958[15][16]
- Buganda
  -  komtur Řádu štítu a kopí – 17. června 1964[17]
- Burma
  -   velkokomtur Řádu pravdy – 1958[13][15][16]
- Čad
  -  velkokříž Národního řádu Čadu[17]

- Československo
  -  Řád Bílého lva I. třídy s řetězem, vojenská skupina – 16. července 1959[18][19]
- Dánsko
  -  rytíř Řádu slona – 21. listopadu 1954[20][17]
- Egypt
  -  velkokříž Řádu Nilu – 22. května 1963[17]
- Egyptské království
  -  velkostuha Řádu Muhammada Alího – 3. května 1924[17][15][16]
  -  velkostuha s řetězem Řádu Muhammada Alího – 30. října 1930[17][15][16]
- Filipíny
  -  velkokříž s řetězem Řádu Sikatuna – 1958[13]
- Finsko
  -  velkokříž s řetězem Řádu bílé růže – 1949[17]
- Francie
  -  velkodůstojník Řádu čestné legie – 1918[14][15][16]
  -  velkokříž Řádu čestné legie – 16. května 1924[14][15][16]
  -  Croix de guerre 1939–1945 s bronzovou palmou – 1945[15]
  -  Médaille militaire – 28. října 1954[14][16]

- Gabon
  -  velkokříž Řádu rovníkové hvězdy[17]
- Ghana
  -  společník Řádu ghanské hvězdy – 1970[17]
- Guinea
  -  velkokříž Národního řádu za zásluhy[17]
- Haiti
  -  velkokříž s řetězem Národního řádu cti a zásluh – 24. dubna 1966[15]
  -  Řád Jean-Jacquese Dessalinese – 1966[21][16]
- Horní Volta
  -  velkokříž Národního řádu Horní Volty[17]
- Chile
  -  velkokříž s řetězem Řádu za zásluhy – 1966[13]
- Indonésie
  -  Řád hvězdy Indonéské republiky I. třídy – 1958[13][15][16]
- Irácké království
  -  Řád Hášimovců[17][15]
- Írán
  -  řetěz Řádu Pahlaví – 14. září 1964[13]
  -  Pamětí medaile 2500. výročí Perské říše – 14. října 1971[22]
- Itálie
  -  rytíř velkokříže s řetězem Řádu zásluh o Italskou republiku – 21. října 1955[23][14]
- Italské království
  -  rytíř velkokříže Řádu italské koruny – 1917[15]
  -  rytíř velkokříže Řádu svatého Mauricia a svatého Lazara – 18. května 1924[14][15]
  -  rytíř Řádu zvěstování – 1928[14][15]
- Japonsko
  -  velkokříž Řádu chryzantémy – 30. října 1930[13][15][16]
  -  velkokříž s řetězem Řádu chryzantémy – 19. listopadu 1956[13][15][16]
- Jižní Korea
  -  člen Řádu za zásluhy o národní nadaci – 1955
  -  Služební medaile za Korejskou válku – 1959
- Jižní Vietnam
  -  velkokříž Národního řádu Vietnamu – 1958[13]
- Jordánsko
  -  Řád al-Husajna bin Alího[17][15][16]
  -  rytíř Nejvyššího řádu renesance[16]

- Jugoslávie
  -  Řád jugoslávské hvězdy – 21. července 1954[14]
- Kamerun
  -  velkokříž Řádu za chrabrost[17]
- Keňa
  -  Řád zlatého srdce Keni – 1966[17][15][16]
- Konžská republika
  -  velkokříž Řádu za zásluhy[17]
- Libanon
  -  speciální třída Řádu za zásluhy – 15. dubna 1950[13][16][15]
- Libérie
  -  velkokříž Řádu liberijských průkopníků[17][16]
- Libye
  -  Řád Idrise I. – 1956[17][15]
- Lucembursko
  -  Nasavský domácí řád zlatého lva – 21  května 1924[24][14]
- Madagaskar
  -  velkostuha Národního řádu Madagaskaru[17][16]
- Maďarsko
  -  Řád praporu Maďarské lidové republiky I. třídy s diamanty – 1964
- Malajsie
  -  čestný nositel Řádu říšské koruny – 21. května 1968
- Malawi
  -  Řád lva[17]
- Mali
  -  velkokříž Národního řádu Mali[17]
- Maroko
  - Řád Muhammada – 1962[17]
- Mauritánie
  -  velkokříž Národního řádu za zásluhy[17][16]
- Mexiko
  -  řádový řetěz Řádu aztéckého orla – 1954[13]
- Německo
  -  velkokříž speciální třídy Záslužného řádu Spolkové republiky Německo – 6. listopadu 1954[14]
- Niger
  -  velkokříž Národního řádu Nigeru[17]
- Nigérie
  -  Řád federativní republiky
- Nizozemsko
  -  rytíř velkokříže Řádu nizozemského lva – 7. října 1930[14]
  -  rytíř velkokříže Vojenského řádu Vilémova – 3. listopadu 1954[25]
- Norsko
  -  velkokříž s řetězem Řádu svatého Olafa – 22. března 1949
- Pákistán
  -  Řád Pákistánu I. třídy – 1958[13]
- Peru
  -  velkokříž Řádu peruánského slunce – 1966
- Polsko
  -  rytíř Řádu bílé orlice – 30. října 1930
  -  velkokříž Řádu znovuzrozeného Polska – 1967
- Portugalsko
  -  velkokříž Řádu věže a meče – 28. října 1925[26][13]
  -  Stuha tří řádů – 31. srpna 1959[26]
- Rakousko
  -  velkohvězda Čestného odznaku Za zásluhy o Rakouskou republiku – 1954[14]
- Rumunsko
  -  Řád hvězdy Rumunské lidové republiky I. třídy – 1964
- Řecko
  -  rytíř velkokříže Řádu Spasitele – 19. srpna 1924
  -  Medaile za vojenské zásluhy I. třídy – 28. října 1954[16]
- Saúdská Arábie
  -  Řád krále Abd al-Azíze I. třídy – 16. července 1957
- Senegal
  -  velkokříž Národního řádu lva[17][16]
- Somálsko
  -  velkokříž Řádu somálské hvězdy – 1960[17]
- Sovětský svaz
  -  Řád Suvorova I. třídy – 1959[27]
- Spojené království
  -  čestný rytíř velkokříže Řádu svatého Michala a svatého Jiří – 24. dubna 1917[14][16][15]
  -  čestný rytíř velkokříže Královského Viktoriina řádu – 1924
  -  čestný rytíř velkokříže Řádu lázně – 8. července 1924[14][15][16]
  -  Královský Viktoriin řetěz – 30. října 1930[14]
  -  zahraniční rytíř Podvazkového řádu– 14. října 1954[14]
  -  Korunovační medaile Alžběty II. – 2. června 1953[10][15]
- Spojené státy americké
  -  vrchní komandér Legion of Merit – 1945[14]
- Středoafrická republika
  -  Řád za zásluhy[17]
- Súdán
  -  velký řetěz Řádu cti – 1970[17][15][16]
- Sýrie
  -  Řád Umajjovců[17][15]
- Španělsko
  -  velkokříž s řetězem Řádu Karla III. – 27. dubna 1971 – udělil Francisco Franco[28]
- Švédsko
  -  rytíř Řádu Serafínů – 1954[14]
- Thajsko
  -  rytíř Řádu Mahá Čakrí – 1958[13]
- Tchaj-wan
  -  speciální třída Řádu příznivých oblaků[13]
- Togo
  -  velkokříž Řádu Mono[17]
- Tunisko
  -  Řád nezávislosti – 1964[15][17][16]
- Uganda
  -  Řád pramenů Nilu – 1972[17][15]
- Vatikán
  -  rytíř velkokříže s řetězem Řádu Pia IX. – 1970[14]
- Venezuela
  -  velkokříž s řetězem Řádu osvoboditele – 1966[15][16]
- Zair
  -  velkokříž s řetězem Národního řádu levharta[17]
- Zambie
  -  velkokříž s řetězem Řádu zambijského orla[17]

### Ostatní ocenění
- Čestný občan města Bělehradu – 1954[29]
- Čestný občan Socialistické federativní republiky Jugoslávie – 1972